# The Toxic Avenger
The Toxic Avenger (Brasil: O Vingador Tóxico ) é um filme estado-unidense trash de comédia de terror, produzido pela Troma Entertainment em 1984, co-escrito por Lloyd Kaufman e Joe Ritter e co-dirigido por Lloyd Kaufman e Michael Herz. Tornou-se o mais famoso filme da produtora Troma Entertainment, conhecida pelas produções de baixo orçamento, conceituados por filmes B.
No enredo, um jovem faxineiro do clube de saúde de Tromaville é submetido a toda sorte de humilhações cotidianas por um grupo de brutamontes de sua escola. Certo dia, após ser atirado dentro de toneis de lixo tóxico, ele retorna, sob a alcunha de Vingador Tóxico.
O filme explora toda a estética da cultura dos filme trash, abusando de clichês e criando situações hilariantes, sempre no limiar entre a pretensão de seriedade e o escracho total. Ainda vale o interesse pela exploração do bullying, termo que designa a humilhação e a agressividade direcionadas a um indivíduo, propriamente no ambiente escolar.

## Sinopse
O jovem Melvin, um faxineiro paspalhão, é constantemente desprezado e humilhado pelos freqüentadores de uma academia de ginástica até o dia em que cai num tanque de lixo químico e torna-se o Vingador Tóxico, passando a perseguir gangues e corruptos da cidade.

## Elenco
- Mitch Cohen - The Toxic Avenger
- Mark Torgl - Melvin Ferd
- Kenneth Kessler - The Toxic Avenger (voz)
- Andree Maranda - Sarah
- Pat Ryan Jr. - Prefeito Pedro Belgoody
- Sarabel Levinson - Ma Ferd
- Dan Neve - Cigarface
- Dick Martinsen - Oficial O'Clancy
- Gary Schneider - Bozo
- Robert Prichard - Slug
- Jennifer Babtist - Wanda
- Cindy Manion - Julie
- Chris Liano - Walter Harris
- David N. Weiss - Chefe de Polícia
- Doug Isbecque - Knuckles
- Charles Lee, Jr. - Mamilos
- Patrick Kilpatrick - Leroy
- Larry Sulton - Frank
- Michael Russo - Rico
- Al Pia - Tom Wrightson
- Dennis Souder - Traficante de Drogas
- Xavier Barquet - Homem Morto em restaurante
- Rúben Guss - Dr. Snodburger
- Matt Klan - Hero Boy
- Dominick J. Calvitto - Skippy
- Marisa Tomei - Locker Room Girl ( Montagem do Diretor )